# كثير عزة
كُثَيِّرُ عَزَّةَ بْنُ عَبْدِ اَلرَّحْمَنِ بْنِ اَلْأَسْوَدِ اَلْخُزَاعِيُّ (23 - 105 هـ / 644 - 723 م): شاعرٌ، مُتَيَّمٌ مشهور. من أهل المدينة، ومن رواة الشعر، وكان يتنقل بين العراق والشام ومصر وموطنه الحِجاز. يقال له «كُثَيِّرُ عَزَّةَ»، وكان قد تَتَيَّمَ بعَزَّةَ، وشَبَّبَ بها، وأخباره مع عزة بنت جميل الضمرية كثيرة، وكان عفيفا في حبه، قال أبو الطيب الوشاء: «قيل لكثير عزة: هل نلت من عزة شيئا طول مدتك؟ فقال: لا والله، إنما كنت إذا اشتد بي الأمر أخذت يدها فإذا وضعتها على جبيني وجدت لذلك راحة».وراوي شعره غلامه عبد الله بن ذكوان.
وكان مفرط القصر دميما، في نفسه شمم وترفع، وفد على عبد الملك بن مروان، فازدرى منظره، ولما عرف أدبه رفع مجلسه، فاختص به، وبني مروان يعظمونه ويكرمونه، قال المرزباني: «كان شاعر أهل الحجاز في الإسلام، لا يقدمون عليه أحدا». كان من أصحاب محمد بن الحنفية ابن الخليفة علي بن أبي طالب، وفي المؤرخين من يذكر أنه من غلاة الشيعة، وينسبون إليه القول بالتناسخ، قال الزبير بن بكار: «كان كثير شيعيا، يقول بتناسخ الأرواح، وكان خشبيا يؤمن بالرجعة».
وكان كثير يفد على ولاة الأمصار يمدحهم ويأخذ الجوائز أمثال بشر بن مروان. وقد بذل كثير الخزاعي جهد ما يستطيع ليلحق نسبه بقريش، فبعثه عبد الملك بن مروان لإثارتها بين قبائل الكوفة فاشعل فتيلها بتنصله من خزاعة وبانتسابه إلى قريش،وأمره عبد الملك بن مروان أن يقول ذلك في منابر الكوفة، ورماه على مسجد بارق، وكانت خزاعة أخو بارق، فلما رآه سراقة البارقي في المسجد، عرفه وقال له: «إن قلت هذا على المنبر، قتلتك قحطان وأنا أوّلهم». وهجاه شعراء بارق، منهم سراقة وميسرة أبو علقمة. فانصرف كثير إلى الحجاز، ولم يعد إلى عبد الملك بن مروان، ولم يعود بعد ذلك إلى العراق أبداً.
توفي بالمدينة المنورة في يوم واحد هو وعكرمة البربري، فقالت الناس: «مات اليوم أفقه الناس وأشعر الناس»، وذلك في أول خلافة هشام بن عبد الملك سنة 105 هـ، وهو ابن نيف وثمانين عاماً، قال المرزباني: «وتوفي عكرمة مولى ابن عباس وكثير بالمدينة في يوم واحد سنة خمس ومائة في ولاية يزيد بن عبد الملك. وقيل توفي في أول خلافة هشام وقد زاد واحدة أو اثنين على ثمانين سنة». له «ديوان شعر - مطبوع»، وللزبير بن بكار «أخبار كثير».

## حياته
ولد كثير عام 23 للهجرة في قرية كلية، وهي قرية بين مدينتي مكة والمدينة المنورة، وتوفي والده وهو صغير السن، وأمه جمعة بنت الأشيم الخزاعية. وكان منذ صغره سليط اللسان وكفله عمه بعد موت أبيه وكلفه رعي قطيع له من الإبل حتى يحميه من طيشه وملازمته سفهاء المدينة.

## أن تسمع بالمعيدي خير من أن تراه
يقال إن الشاعر كُثير عزة دخل على عبد الملك بن مروان، وكان كُثير قصير القامة نحيل الجسم، فقال عبد الملك بن مروان: أأنت كثير عزة؟ قال: نعم؛ قال: أن تسمع بالمعيدي خير من أن تراه! قال: يا أمير المؤمنين، كلّ عند محله رحب الفناء، شامخ البناء عالي السناء؛ ثم أنشأ يقول:
فقال عبد الملك بن مروان: لله دره، ما أفصح لسانه، وأطول عنانه! والله إني لأظنه كما وصف نفسه.

## آراء في شاعريته
ظهرت آراء لكثير من النقّاد القدامى حول شاعرية كثير عزة، وغلب على آرائهم تفضيل شعر كثير على كثير من شعراء عصره، وفيما يلي بعض الآراء:
- تحدث ابن سلام صاحب كتاب طبقات الشعراء عن كثير عزة قائلاً: «إنه كان شاعر أهل الحجاز إنهم ليقدمونه على كل من قدمنا يعني جرير والفرزدق والأخطل- وإنه كانت له منزلة عند قريش».
- قال عنه يونس بن حبيب النحوي:«كثير أشعر أهل الإسلام».
- قال عنه ابن أبي إسحاق: «المرقش الأكبر أشعر الجاهليين وكثير أشعر الإسلاميين».
- قال عنه مصعب الزبيري: «لم يدرك أحد في مدح الملوك ما أدرك كثير».
- قال عنه الشاعر مروان بن أبي حفصة: «إنه يستقصي المديح».
- قال عنه سليمان بن فليح:«ما قصد القصيد ولا نعت الملوك مثل كثير».
- قال عنه الخليفة هارون الرشيد: «والله لا نُمدح بمثل شعر كثير».
- قال سعيد بن إبراهيم: «إني لأروي لكثير ثلاثين قصيدة لو رُقي بها مجنون لأفاق».ref>كثير عزة: حياته وشعره، أحمد الربيعي، دار المعارف، القاهرة، 1967م، ص252-253</ref>

## حبه لعزة
اشتهر بحبه لعزة الكنانية، فعرف بها وعرفت به وكناها كثير في شعره بأم عمرو ويسميها تارة الضميريّة وابنة الضمري نسبة إلى بني ضمرة بن بكر من كنانة. سافر إلى مصر حيث دار عزة بعد زواجها وفيها صديقه عبد العزيز بن مروان الذي وجد عنده المكانة ويسر العيش.

## وفاته
توفي بالمدينة المنورة في يوم واحد هو وعكرمة البربري، فقالت الناس: «مات اليوم أفقه الناس وأشعر الناس»، وذلك في أول خلافة هشام بن عبد الملك سنة 105 هـ، وهو ابن نيف وثمانين عاماً، قال المرزباني: «وتوفي عكرمة مولى ابن عباس وكثير بالمدينة في يوم واحد سنة خمس ومائة في ولاية يزيد بن عبد الملك. وقيل توفي في أول خلافة هشام وقد زاد واحدة أو اثنين على ثمانين سنة».